# Spilococcus eriogoni
Spilococcus eriogoni är en insektsart som först beskrevs av Ehrhorn 1899.  Spilococcus eriogoni ingår i släktet Spilococcus och familjen ullsköldlöss. Inga underarter finns listade i Catalogue of Life.